# فرق مستوى الإشارة

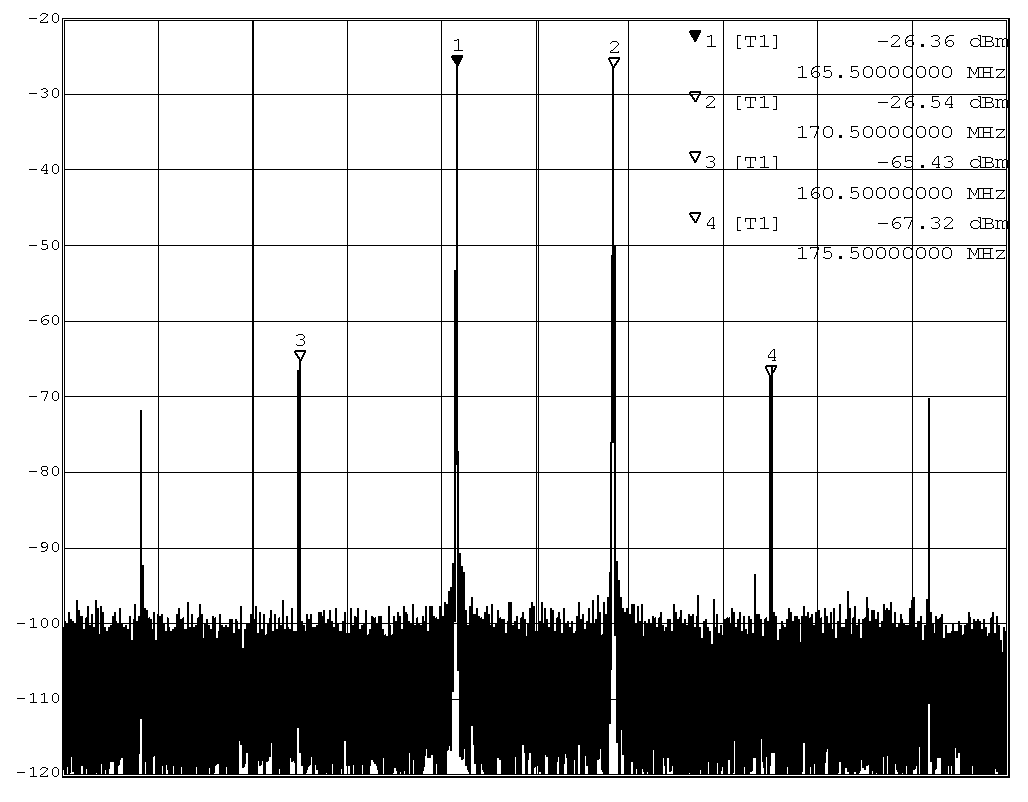

فرق مستوى الإشارة (dBc) هي نسبة طاقة الإشارة إلى ناقل الإشارة أو الموجة، معبرا عنها بالديسبل (dB) على الهرتز (Hz) في تردد معين، إزاحة من الناقل. يمكن أيضًا استخدام dBc كمقياس للنطاق الديناميكي الخالي من الزائفة (SFDR) بين الإشارة المطلوبة والمخرجات الزائفة غير المرغوب فيها الناتجة عن استخدام محولات الإشارة مثل ت
يمحالول رقمي إلى تناظري إلى أ خلاط التردد.
فمثلا، ضوضاء المرحلة يتم التعبير عنه بالديسيبل/هرتز في معين تردد تعويض من الناقل. يمكن أيضًا استخدام dBc كمقياس للنطاق الديناميكي الخالي من الزائفة (SFDR) بين الإشارة المطلوبة والمخرجات الزائفة غير المرغوب فيها الناتجة عن استخدام محولات الإشارة مثل التحول الرقمي إلى تناظري أو خلاط التردد.
إذا كان فرق مستوى الإشارة dBc موجبًا، فإن قوة الإشارة النسبية أكبر من قوة إشارة الناقل. إذا كان الرقم dBc سالبًا، فإن قوة الإشارة النسبية أقل من قوة إشارة الناقل.
على الرغم من أن ديسيبل (dB) مسموح للاستخدام في النظام الدولي للوحدات (SI)، لكن فرق دقة الإشارة ليس كذلك.